# Молиона
Молиона или Молионида је у грчкој митологији била Молова кћерка, краљица Олена у Ахаји на југу Грчке.

## Митологија
Била је Акторова супруга, која је родила сијамске близанце, Молиониде, Еурита и Ктеата. Њихов отац је био или њен супруг или Посејдон. О њој су писали Хомер, Аполодор, Паусанија и Еурипид. Њене синове је убио Херакле из заседе и она се није смирила док није открила убицу. С обзиром на то да су њих двојица били савезници, а потом и представници Елиђана, они су, по Молионином наговору, захтевали обештећење од Аргиваца, што су и добили. (Пре тога је Еуристеј одбио да буде одговоран за Хераклова недела, иако је овај родом био из Тиринта, јер га је и тако протерао.) Међутим, то није задовољило Молиону и она је тражила да се Аргивци искључе из Истамских игара. Пошто није удовољено њеном захтеву, она је проклела Елиђане да никада више не учествују у овим играма. Њена клетва се заиста и поштовала.

## Тумачење
Молиона је, према неким изворима, вероватно име елиђанске богиње Месец, покровитељке игара, или „Краљице Моли“. Моли је била биљка позната као „биљка месечеве чаролије“. Молиона је била позната и као „врло вешта“, а то је име и Аугејине кћерке чаробнице која је, према Хомеровој „Илијади“, познавала биљке, лековите и отровне. У класичној Грчкој је „Атена Мајка“ била необична и неприлична мисао коју је
требало објаснити, а елиђанско предање потврђује да су се еротске оргије прослављале у њену част поред реке Бади.

## Биологија
Латинско име ове личности (Molione) је назив рода у оквиру групе паука.